# Горска жаба на Шмит
Горските жаби на Шмит (Hydrolaetare schmidti) са вид земноводни от семейство Жаби свирци (Leptodactylidae).
Срещат се в Амазония и съседни части на Южна Америка.
Таксонът е описан за пръв път от американската херпетоложка Дорис Мейбъл Кокран през 1959 година.